# Sonia López
Pour les articles homonymes, voir López.
Asmindia Sonia López Valdez , mieux connu sous le nom Sonia Lopez ou La Chamaca de Oro, née le 1er janvier 1946 à Mexico et morte le 12 avril 2024, est une chanteuse mexicaine qui interprète des rythmes tropicaux notamment du mambo, du cha-cha-cha, de boléro et  de cumbia ainsi que des mélodies de musique tropicale. Elle connut son apogée et la célébrité durant l'époque où était soliste dans le groupe la Sonora Santanera.

## Biographie
Sa carrière a débuté quand elle a fut choisie chanteuse du groupe  la Sonora Santanera en 1961. Le groupe cherchait une femme pour faire partie du groupe, en plus du fait que le directeur artistique de la compagnie Columbia Records (aujourd'hui Sony) la recommandait pour faire des enregistrements avec le groupe.

## Accueil et succès
En 1961, soit à l'âge de quinze ans, Sonia Lopez commence sa carrière musicale en tant que choriste pour le groupe mexicain Sonora Santanera. Il s'agit d'un groupe qui se situe dans la tradition d'une musique tropicale mexicaine et sa popularité provient de son interprétation des rythmes tropicaux notamment du mambo, du cha-cha-cha, de cumbia ainsi que d'autres adaptations de mélodies populaires mexicaines. Sonia a enregistré l'album " Azul "  qui fut rapidement un succès. Sa voix  considérée puissante était un atout certain pour gagner les sommets des Hit-parades. ce fut le cas avec des chansons  , comme: "Le nid", "Ce que je voudrais le plus", "Pénalité Black", "Pour une poignée d'or" et d'autres. 
Il était nécessaire qu'elle eut l’autorisation de ses parents, puisqu'elle était mineure, au Mexique, l' âge de la majorité est de 21 ans. L'année suivante, elle entreprit une carrière solo, avec succès et parvient à placer ces mélodies de boléros atteignirent  des cotes de popularité incontestables: "Ennemis", "Châtiment", "Ne m'aime pas autant".

## Séparation avec le groupe Sonora Santanera
Les raisons qui motivèrent sa rupture avec le groupe Sonora Santanera restent obscures. Plusieurs hypothèses ont été avancées: (salaires, contrats, interprétations, problèmes avec le studio d'enregistrement). Quoiqu’il en fut Sonia Lopez a également enregistré avec le trio Los Tres Ases, un trio romantique du Mexique.
Sonia López est une artiste représentative de la musique tropicale au Mexique et a inspiré de nombreux artistes de musique tropicale de ce pays. Elle est actuellement en semi-retraite, mais elle reste sollicitée, lors d'interviews par las médias, et pour animer certains divertissements.